# WFPC2
Wide Field and Planetary Camera 2 (WFPC2)는 허블 우주 망원경(HST)의 초점면 중앙에 장착되어 있던 천문 관측용 CCD 카메라이다. 1993년 첫 번째 정비 임무(Service Mission) 때에 Wide Field and Planetary Camera (WF/PC-1)를 대신하여 장착된 이래, 수많은 광학 천문학 관측 자료를 생산해내었다. 허블 우주 망원경의 네 번째 정비 임무(Service Mission) 동안 광시야 카메라 3 (Wide Field Camera 3)와 교체됨으로써 역할을 종료하였다.

## 역사
허블 우주 망원경에 처음부터 탑재됐던 WF/PC-1은 캘리포니아 공대의 James Westphal이 제안해서 제트추진연구소에서 제작된 기기이다. WF/PC-1은 허블 우주 망원경의 관측 기기 중 가장 중요한 장비로 여겨졌던 바, 미 항공우주국(NASA)은 허블 우주 망원경이 발사되기 이전부터 백업 장비로 WFPC2를 만들기 시작했다. 허블 우주 망원경의 발사 후에 주 거울의 제작 잘못이 발견되어 정비가 불가피해짐에 따라, 허블 우주 망원경의 구면 수차를 보정하는 광학계를 탑재한 WFPC2의 제작이 더욱 가속화되었다.
WF/PC-1은 800*800 화소의 전하 결합 소자가 8개 탑재되어 필요에 따라서 Planetary Camera (PC) 모드나 Wide Field Camera (WFC) 모드를 선택해서 사용할 수 있었으나, 예산과 제작 일정 관계로 WFPC2에는 4개의 CCD만 장착되어 4개 중 1개는 PC 모드로, 나머지 3개는 WFC 모드로 사용한다.
1993년 12월 WFPC2는 허블 우주 망원경의 첫 번째 정비 임무 때에 WF/PC-1과 교체되었으며, 1994년 1월부터 일반 천문학자에게 공개되어 본격적인 천문 관측에 이용되기 시작했다. 2009년 5월 13일에 허블 우주 망원경의 네 번째 정비 임무 때에 광시야 카메라 3 (Wide Field Camera 3)과 교체되었다.

## 사양

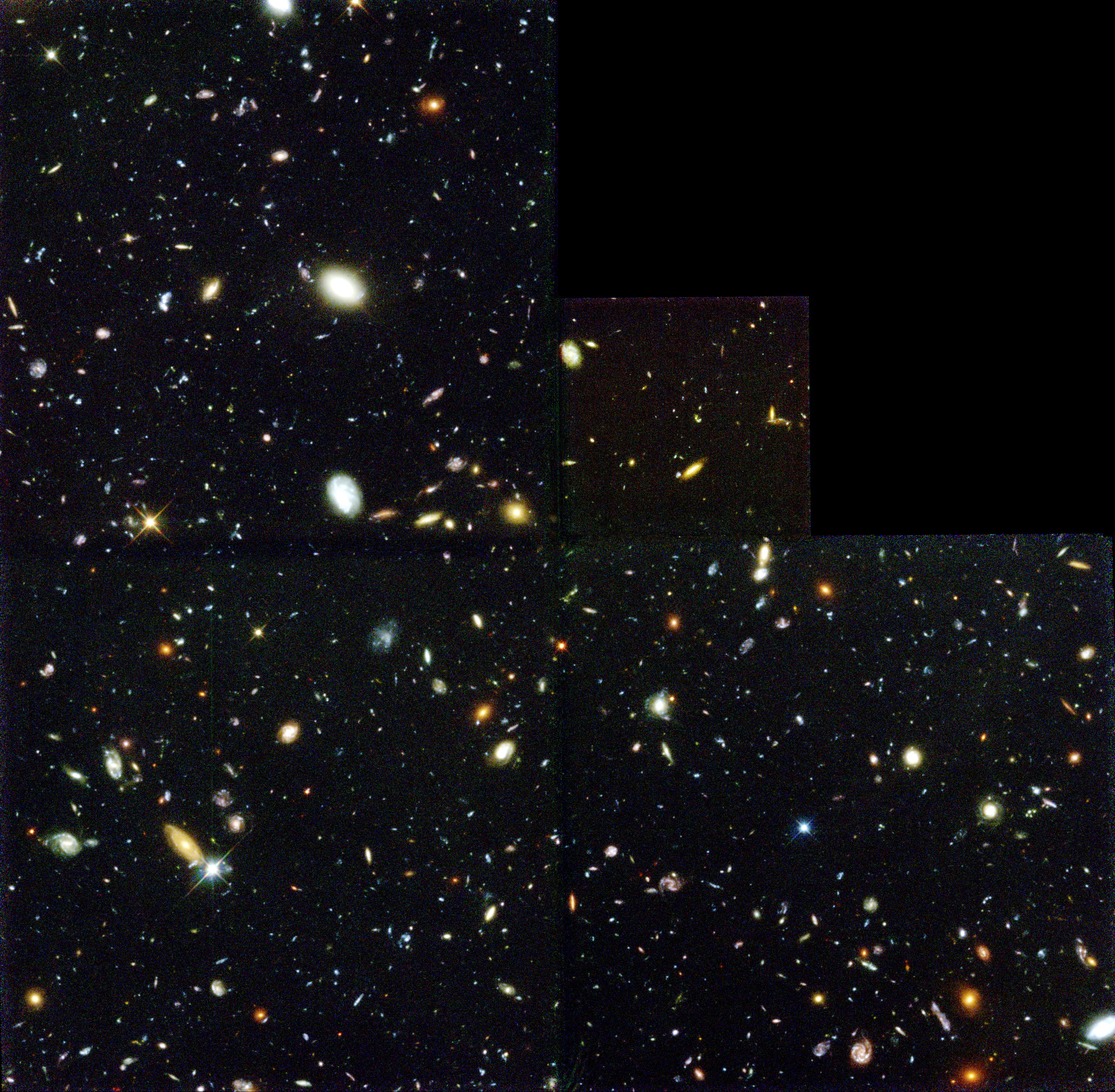
Hubble Deep Field를 찍은 WFPC2 영상. PC 및 WFC 칩들의 배열 및 각 칩의 시야 관계를 잘 보여주고 있다.

WFPC2는 가시광선 영역을 포함하여, 115 나노미터의 근자외선부터 1050 나노미터의 근적외선까지의 넓은 파장 대역의 빛을 관측할 수 있다.
WFPC2 안에는 800*800 화소의 전하 결합 소자(CCD)가 4개 장착되어, 그중 1개가 PC (Planetary Camera), 나머지 3개가 WFC (Wide Field Camera)를 구성한다. 허블 우주 망원경을 통해서 들어온 빛은 WFPC2 내에 있는 피라밋 모양의 거울을 통해 4개로 나뉘어 각각의 CCD 칩으로 분배되는데, 이 중 PC로 연결되는 광학계는 다른 광학계보다 2배 더 확대되도록 하여, WFC보다 2배 높은 화소당 0.05초의 분해능을 가지지만 대신 관측 시야는 4배 좁아졌다. (이러한 이유 때문에 Planetary Camera라고 명명되었다.) 다른 3개의 WFC 광학계는 PC 칩보다 2배 낮은, 화소당 0.1초의 분해능을 가지되 대신 관측 시야는 더 넓도록 설계되었다. 이들 3개의 WFC 광학계는 그림에서와 같이 L자 형식으로 배열되어 있다. 이러한 WFPC2의 CCD 배치 설계 때문에, HST의 WFPC2로 찍어서 일반에게 공개되는 칼라 모자이크 사진들은 전체가 정사각형이 아니라 한 쪽이 계단 모양이 되는 독특한 형태를 취하게 된다. 하지만, 일반 칼라 사진에서만 PC의 해상도가 2배 줄어들 뿐이지 실제로 천문학자들이 사용하는 과학 자료는 WFC나 PC나 모두 각 800*800 해상도의 영상을 사용한다.

## Trivia
- 'WFPC'는, 머리글자 그대로 읽어서 '더블유 에프 피 씨(WFPC)'로 발음하거나, 혹은 '위프픽(Wifpik)'으로 발음한다.
- 첫 번째 카메라였던 WF/PC-1은 PC 모드와 WFC 모드들 중 하나를 선택해서 사용할 수 있었기에 관습상 'WF/PC'로 표기하나, 항상 동시에 PC와 WFC를 사용하는 두 번째 카메라는 'WFPC2'로 표기한다.

## 더 읽어 보기
- 허블 우주 망원경(Hubble Space Telescope)
- ACS(Advanced Camera for Surveys)
- STIS(Space Telescope Imaging Spectrograph)
- NICMOS(Near Infrared Camera and Multi-Object Spectrometer)
- 전하 결합 소자(CCD)